# Saidiyeh, Idlib
Saidiyeh, Idlib (tiếng Ả Rập: السعيدية) là một ngôi làng Syria nằm ở Salqin Nahiyah ở huyện Harem, Idlib. Theo Cục Thống kê Trung ương Syria (CBS), Saidiyeh, Idlib có dân số 1050 trong cuộc điều tra dân số năm 2004.